# Resolució 233 del Consell de Seguretat de les Nacions Unides
La Resolució 233 del Consell de Seguretat de les Nacions Unides, aprovada per unanimitat el 6 de juny de 1967, després d'un informe oral del Secretari General de les Nacions Unides sobre la l'esclat de combats i la situació al Pròxim Orient, el Consell va demanar als governs interessats que prenguessin totes les mesures per al cessament immediat de totes les activitats militars a la zona i van demanar que el Secretari General mantingués al Consell informada puntualment i actualment sobre la situació.
La resolució va ser aprovada per unanimitat sense debat.